# Lebeda různosemenná

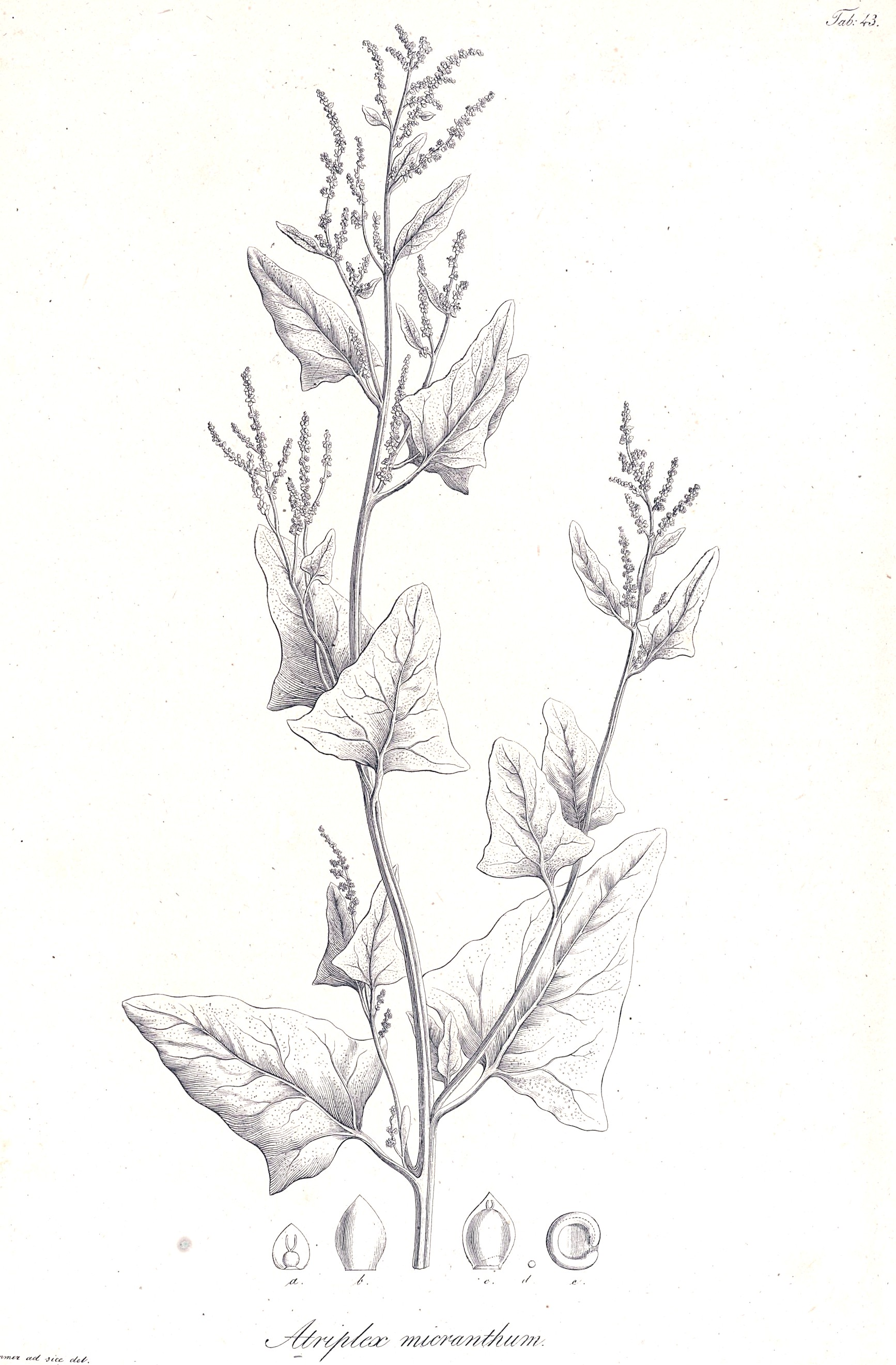
Zobrazení rostliny

Lebeda různosemenná (Atriplex micrantha, dříve Atriplex heterosperma) je až 2,5 m vysoká, rozkošatělá rostlina s mnoha drobnými, nenápadnými květy. V české přírodě se vyskytuje asi 10 druhů rodu lebeda a z nich polovina jsou příležitostně se vyskytující se neofyty, ke kterým se řadí i lebeda různosemenná. Poprvé byla v ČR zjištěna v roce 1967 a byla oklasifikována jako vzácně se vyskytující nepůvodní druh, který byl do přelomu tisíciletí nalézán v české krajině jen ojediněle.
Vyrůstala nepravidelně na místech, kam býval po zpracování vyvážen odpad z vlny dovážené z východoevropských či západoasijských zemí, rostliny byly nacházeny na skládkách v okolí Brna, v Třebíči a Liberci.

## Rozšíření
Bylina s původním areálem sahajícím z Turecka a Libanonu přes Kavkaz do evropského Ruska, odtud přes Ural do západní Sibiře a následně skrz Střední Asii a Čínu až do Afghánistánu a Íránu. Druhotně byla v minulosti zavlékána, nejčastěji s vlnou, do západní, jižní a střední Evropy. Následně se, rovněž lidským nedopatřením, dostala do Severní Ameriky, kde v některých oblastech Kanady a Spojených států amerických zdomácněla.
Dříve docházelo k šíření nepůvodních rostlin do České republiky nejčastěji železniční nebo lodní dopravou, nově se prosazují také automobily. V Evropě se po politických změnách koncem 20. století podstatně zmnožila silniční přeprava a východním směrem začala působit "viatická migrace", novodobý fenomén v rozšiřování cizích druhů rostlin. Jsou přiváženy z Německa či Rakouska, kam doputovaly již předtím z jižněji položených zemí. Mezi těmito cestujícími rostlinami je i lebeda různosemenná, která je v Česku na konci druhé dekády 21. století již poměrně hojná. Obsadila hlavně dálnice D1, D2 a D11, kde roste jak na svažitých hranách náspu, tak i ve středním dělicím pásu. Patří k nejhojnějším druhům rostlin podél dálnic a mnohde vytváří souvislé porosty dlouhé i několik kilometrů. Postupně se začala šířit i po navazujících komunikacích nižší třídy, kde roste na krajnicích nebo v příkopech. Místy se od silnic vzdaluje do polí a byl již zaznamenán její výskyt na orné půdě při pěstování cukrové řepy.

## Ekologie
Lebeda různosemenná je geofyt považovaný za fakultativní halofyt stepních a polopouštních oblastí. Nečiní jí potíže růst na suchých, zasolených půdách, neboť v domovině roste i na místech, kde zaprší jen zřídka. Na nových stanovištích, podél komunikací udržovaných v zimních obdobích solením, jí schopnost snášet zvýšenou slanost půdy přichází vhod. Je schopná žít v písčité, kamenité, málo výživné a vyprahlé půdě jak ve stínu, tak i na plném slunci. Dokáže hospodařit s málem vody, snižuje výpar natáčením listů hranou proti slunečnímu svitu. Všechny tyto získané vlastnosti jsou důležité faktory dávající jí výhody před případnými konkurenčními rostlinami.
Je teplomilnou bylinou klíčící ze semene poměrně pozdě, až v druhé polovině jara. Kvete od srpna do září, semena dozrávají do konce listopadu. Pokles teploty pod -2 °C způsobuje opad listů a uschnutí rostliny, lodyha poléhá až s příchodem sněhu. Ploidie lebedy různosemenné je 2n = 36.

## Popis
Jednoletá, jednodomá bylina vysoká až 250 cm vyrůstající z bělavého, větveného, hluboko sahajícího kořene. Lodyhu má silnou, podélně zeleno-žlutě proužkovanou, od středu bohatě větvenou se šikmo odstávajícími větvemi, které v době zrání plodů získávají načervenalou barvu. Je porostlá obvykle střídavými listy, jež jsou celistvé, mají okolo 2 cm dlouhé řapíky a jsou bez palistů. Listová čepel bývá variabilního tvaru, u spodních listů je široce trojúhelníkovitá či hrálovitá, na bázi uťatá, dlouhá 7 až 10 cm a široká 5 až 9 cm, po lodyze směrem vzhůru se listy zmenšují a horní jsou znatelně kratší a užší. Čepel mívá po obvodě velké zuby, kolmo odstálé laloky, nebo je drobně zubatá až celistvá, oboustranně v mládí pomoučená a později olysalá. V době kvetení se listy hranou čepele natáčejí proti slunci. Po dozrání plodů a odumírání rostliny, zhruba v říjnu až prosinci, získává tato hnědočervenou barvu.
Květy s krátkými stopkami jsou zelené a vyrůstají sdružené do klubíček obsahující samčí i samčí květy. Vytvářejí květenství laty dlouhé 6 až 25 cm, které vyrůstají na koncích větví i z úžlabí listů, jsou krátce větvená, poměrně hustě nahloučená a mají pyramidální tvar. Samčí květ má pět vejčitých okvětních lístků, stejný počet tyčinek s prašníky a rudimentální semeník, v době kvetení kdy produkují pyl jsou žlutohnědě zbarvené. Samičí květ je bez okvětí, má jednodílný semeník s jedním pestíkem a krátkou čnělku se dvěma niťovými bliznami. Rozmnožovací orgány samičího květu jsou kryté dvěma vstřícně vyrůstajícími listenci, krovkami), dvou velikostí. Větší mívá 6 × 5,5 mm a menší 2 × 1,5 mm, oba jsou okrouhlé až široce vejčité, bázi mají zaokrouhlenou, vrchol tupě špičatý a jsou různě intenzivně pomoučené. K opylení květů dochází nejčastěji za přispění větru.
Plod je nažka (semeno) s tenkým oplodím, obklopená dvěma zvětšenými, přisedlými, šedozelenými nebo načervenalými krovkami, které k semeni pevně přiléhají, ale nejsou s ním srostlé. Nažky jsou dvoutvaré, podle typu krovek mívají dvě velikostí, bývají dlouhé 2 až 2,5 mm nebo 1 až 1,5 mm, větší jsou hnědé, matné a menší černé, lesklé. Odtud pochází i české druhové pojmenování rostliny "různosemenná".

## Záměna
Při ledabylém posouzení lze lebedu různosemennou zaměnit za lebedu lesklou (Atriplex sagittata), od které je na prvý pohled odlišitelná svým útlejším vzrůstem, lebeda lesklá je mnohem robustnější. Krovky lebedy různosemenné jsou hustě seskupené v úzkých plodenstvích a jsou načervenalé, stejně jako celá rostlina v době zrání semen; po odumření si suchá rostlina zachovává načervenalé zabarvení, kdežto neživá rostlina lebedy lesklé je světle hnědá až béžová. Lebeda lesklá ani za intenzivního slunečního svitu nenatáčí listové čepele hranou proti slunci.

## Význam
Lebeda různosemenná, patřící mezi druhy šířené transportem zboží (agestochorie), je bez ekonomického významu a prozatím se příliš neprojevuje jako plevel škodící na polích. Je však zarážející, s jakou rychlostí dokázala nepozorovaně obsadit rozsáhlá území podél silnic, a jsou reálné obavy, že se bude dále šířit na příhodná místa do intravilánů přilehlých obcí.
Její účinná likvidace spočívá v násobném kosení býlí tělesa dálnic a silnic, včetně důkladného sečení porostů mezi svodidly středního pásu tak, aby rostliny nemohly znovu obrazit a vykvést. Jediná přeživší rostlina dokáže svým tisícem dobře klíčivých semen díky vzdušným vírům způsobeným projíždějícími vozidly zamořit stovky metrů dlouhý úsek silnice i nedaleké okolí.